# Movementu Solushon Isla
Movementu Solushon Isla (MSi, Beweging Oplossing Eiland) is een politieke partij op Curaçao die zich ervoor inzet om na het aflopen van de raffinage op Curaçao het vervuilde land schoon te maken maken voor duurzaam hergebruik.
De partij deed mee aan de verkiezingen voor de toenmalige Staten van de Nederlandse Antillen op 22 januari 2010. De partij behaalde slechts 195 stemmen, ruimschoots te weinig voor een zetel. Hierna heeft de MSI niet meer deelgenomen aan de verkiezingen. De partij leidt een sluimerend bestaan.